# 아이쇼스피드
아이쇼스피드(IShowSpeed, 본명: 대런 왓킨스 주니어, 본명 영어: Darren Jason Watkins Jr., 2005년 1월 21일~)는 미국의 인터넷 방송인이다. 주로 포트나이트, 발로란트, 블루 아카이브및 NBA 2K 와 같은 비디오 게임 방송을 진행한다.

## 생애
대런 왓킨스 주니어는 2005년 1월 21일 오하이오주 신시내티에서 태어났다.
그는 2016년에 유튜브에 합류하여 가끔 게임 플레이 비디오를 업로드했다. 2017년 12월경 왓킨스는 NBA 2K 및 포트나이트와 같은 게임의 라이브 스트리밍 및 비디오 업로드를 시작했지만 평균 시청자 수는 2명에서 몇 달 만에 상승세를 보이며 2021년 4월 구독자 수 10만 명, 2021년 6월 구독자 100만 명, 2025년 8월 현재는4000만명을 돌파했다.

## 음악 작업
| 제목                | 연령 | 피크 목록 순위 | 피크 목록 순위 | 피크 목록 순위 | 피크 목록 순위 | 앨범 |
| 제목                | 연령 | NLD Tip        | NZ Hot         | SWE Heat.      | UK             | 앨범 |
| ------------------- | ---- | -------------- | -------------- | -------------- | -------------- | ---- |
| 《Dooty Booty》     | 2021 | —              | —              | —              | —              |      |
| 《Shake》           | 2021 | —              | —              | —              | —              |      |
| 《God Is Good》     | 2022 | —              | —              | —              | —              |      |
| 《Ronaldo (Sewey)》 | 2022 | —              | —              | —              | —              |      |
| 《World Cup 》      | 2022 | 1              | 29             | 6              | 52             |      |

## 변형
2024년 12월 초반에 MXNVRA라는 작사가가 올린 "SPEED FUNK"라는 노래에서 그가 개를 흉내내서 짖는 소리가 나온다.